# Ozona
Ozona is een plaats (census-designated place) in de Amerikaanse staat Texas, en valt bestuurlijk gezien onder Crockett County.

## Demografie
Bij de volkstelling in 2000 werd het aantal inwoners vastgesteld op 3436.

## Geografie
Volgens het United States Census Bureau beslaat de plaats een oppervlakte van
12,1 km², geheel bestaande uit land. Ozona ligt op ongeveer 716 m boven zeeniveau.

## Plaatsen in de nabije omgeving
De onderstaande figuur toont nabijgelegen plaatsen in een straal van 68 km rond Ozona.